# Trypanaeus terebrans
Trypanaeus terebrans är en skalbaggsart som beskrevs av Lewis 1910. Trypanaeus terebrans ingår i släktet Trypanaeus och familjen stumpbaggar. Inga underarter finns listade i Catalogue of Life.